# Тамбовское (Сахалинская область)
Тамбо́вское — село в Корсаковском городском округе Сахалинской области России, в 21 км от районного центра.

## География
Находится на берегу реки Комиссаровки.

## История
До 1945 года принадлежало японскому губернаторству Карафуто и называлось Хонрю (яп. 本流). После передачи Южного Сахалина СССР село 15 октября 1947 года получило современное название — по просьбе переселенцев из Тамбовской области.

## Население
| 2002 | 2010 | 2013 | 2021 |
| ---- | ---- | ---- | ---- |
| 25   | ↘19  | ↘16  | ↘8   |

По переписи 2002 года население — 25 человек (16 мужчин, 9 женщин). Преобладающая национальность — русские (92 %).